# George Church (clérigo)
George Harold Christian Church CBE foi arquidiácono de Malta de 1971 a 1975. Church foi educado no London College of Divinity, e ordenado em 1938. Depois de uma curadoria em Ware, ele foi capelão da RAF de 1939 a 1965.